# Festuca paniciciana
Festuca paniciciana là một loài thực vật có hoa trong họ Hòa thảo. Loài này được (Hack.) K.Richt. mô tả khoa học đầu tiên năm 1890.